# 양벽
양벽(梁璧, 1845~1920)은 양찬의 큰 아들로 오직 직계가족에게만 전해지는 전통 영춘권을 그의 아버지 영춘권왕으로 불리는 양찬에게서 전수받았다. 동생의 죽음과 진화순에게 패한 실망감으로 불산을 떠나 홍콩에 거주하게 된다. 후에 엽문을 만나 오직 엽문에게만 정통 영춘권을 전수한 것으로 알려지고 있다.